# KRAFTON
株式会社KRAFTON（クラフトン、朝: ㈜크래프톤、英: KRAFTON, Inc.）は、韓国のソウル特別市江南区に本社を置くビデオゲーム開発企業。

## 歴史
2007年3月、Chang Byung-gyuがソウルに「Bluehole Studio」を設立。1997年に他の7人の共同創業者と共に「NEOWIZ」を設立したChangは、2005年にNEOWIZを退社し、同年に検索エンジン開発企業「First Show」を設立したが、翌年には検索エンジン技術をNHNへと売却した。2015年4月22日にBluehole Studioは社名を「Bluehole」に変更したと発表した。
Bluehole買収提案が同社に拒絶された後の2017年8月、中国の持株会社のテンセントは、Blueholeに資金を投資した（金額は非開示）。Blueholeは当初いかなる出資も行われていないと否定したが、後にBluholeの株式の取得を含む複数の提携においてテンセントと協議中であると述べた。その後、テンセントは合計700億ウォンでBlueholeの株式1.5%分を取得した。テンセントは2017年11月にBlueholeを完全買収する意向を再確認した。韓国の雑誌「コリアタイムス」はBlueholeが株式公開により公開企業となるかもしれないと示唆したが、それはByung-gyuのBlueholeと「第四次産業革命委員会」の会長の地位により「論外であった」。当時、非上場の韓国の株式を追跡する企業「38 Communications」はBlueholeの企業価値を5兆2000億ウォンと評価した。テンセントは更に10%分の株式を約5000億ウォンで取得し、合計保有株の割合を11.5%まで高める意向である。株式の追加取得によりテンセントは単一の株主としてはBlueholeの創業者兼会長で同社の株20.6%分を保有しているChang Byung-gyuに次ぐ第二位のBlueholeの株主となった。
2018年11月付で社名を「KRAFTON」に変更。
2025年6月24日、ADKホールディングスを傘下に持つ株式会社BCJ-31の株式を750億円で取得し子会社化。これにより、急成長するグローバルアニメーション市場に対応し、ゲームを中心としたIP戦略を強化するとしている。

## 内部スタジオ

### PUBG Studios
バトルロイヤルゲーム『PLAYERUNKNOWN'S BATTLEGROUNDS』（PUBG）を開発。同社はGinno Gamesとして設立された。2015年1月27日にBlueholeはGinnno gamesを買収することを発表した。当時、Ginno Gamesは60人を雇用していた。Ginno Gamesは2015年5月にBluehole Ginno Gamesに社名を変更した。2017年のPUBGの成功後の2017年9月にBluehole Ginno GamesはPUBG Corporationに社名を変更した。第二のオフィスがウィスコンシン州マディソンに設立され、更に２つのオフィスがヨーロッパと日本で開設予定である。2020年12月にKRAFTON, Inc.に吸収されKRAFTONの内部スタジオとなった。

## 子会社
- Striking Distance Studios - 2019年6月設立の海外開発スタジオ
- Krafton Americas
- KRAFTON EUROPE BV
- Unknown Worlds Entertainment
- Bluehole Studio - 2020年12月にKRAFTON, Inc.の会社分割により設立されたMMORPG開発スタジオ
- Thingsflow
- RisingWings - モバイルゲームの開発企業。同社は2012年に「Pnix Games」として設立された[21]。2015年4月22日、BlueholeはSquallと共にPnix Gamesを買収したと発表した。Pnix Gamesは2016年6月に社名をBluehole Pnixに変更した。2018年11月に社名を Pnixに変更した。2020年12月に社名をRisingWingsに変更した。
- KRAFTON MONTREAL STUDIO
- KRAFTON INDIA PRIVATE LIMITED
- KRAFTON CHINA
- FLYWAY GAMES
- KRAFTON JAPAN
- BCJ-31
  - ADKホールディングス

### 過去の子会社

#### L-Time Games
L-Time Gamesは2009年6月に設立された 。同社はKnet Investment Partnersから20億ウォン、IMM Investmentsから500万ウォンの出資を受けた 。L-Time Gamesは2014年1月にBlueholeに買収・統合された。

#### Maui Games
Maui Gamesは2013年にNeowizの元事業開発トップのWoonghee Choが設立したモバイルゲーム開発企業。Bluehole Studioは2015年1月16日に同社を買収すると発表し、同年の10月に買収が完了した 。Blueholeの2017年1月17日の株主総会でMaui Gamesは直ちに清算を開始することを決議した。同社の総従業員数の一部であるMaui Gamesの9人の事業スタッフはBluehole内で直接再雇用された。

#### Squall
Bluehole Squallはモバイルゲームの開発企業。同社は2013年にNeowizの創設メンバーのPark Jin-seokによって「Squall」として設立された 。Blueholeは2015年4月22日にPnix Gamesと共にSquallを買収したと発表した。Squallは2016年3月に社名をBluehole Squallに変更した。2018年11月に社名をSquallに変更した。

#### En Masse Entertainment
北米販売子会社。同社は2008年6月にBluehole Interactiveとして設立された。2010年2月26日、同社は社名をEn Masse Entertainmentに変更したと発表した。

## 開発ゲーム
| 年     | 作品名                        | プラットフォーム                         | スタジオ             |
| ------ | ----------------------------- | ---------------------------------------- | -------------------- |
| 2011年 | TERA                          | Microsoft Windows PlayStation 4 Xbox One | Bluehole Studio      |
| 2015年 | Devilian                      | Microsoft Windows                        | Bluehole Ginno Games |
| 2017年 | PlayerUnknown's Battlegrounds | Microsoft Windows Xbox One PlayStation 4 | PUBG Corporation     |
| 2020年 | ELYON                         | Microsoft Windows                        | Bluehole             |
| 未公表 | Ascent: Infinite Realm        | 未公表                                   | Bluehole             |